# جورج بوولنجر
جورج بوولنجر (بالرومانية: George Boulanger)‏ هو موزع روماني، ولد في 18 أبريل 1893 في تولتشيا في رومانيا، وتوفي في 3 يونيو 1958 في بوينس آيرس في الأرجنتين.

## وصلات خارجية
- جورج بوولنجر على موقع IMDb (الإنجليزية)
- جورج بوولنجر على موقع ميوزك برينز (الإنجليزية)
- جورج بوولنجر على موقع قاعدة بيانات الأفلام السويدية (السويدية)
- جورج بوولنجر على موقع أول ميوزيك (الإنجليزية)
- جورج بوولنجر على موقع ديسكوغز (الإنجليزية)
- جورج بوولنجر على موقع قاعدة بيانات الفيلم (الإنجليزية)
- جورج بوولنجر على موقع كينوبويسك (الروسية)